# 华北电力大学
华北电力大学（英語：North China Electric Power University），简称华电或华北电力，是中华人民共和国教育部与由国家电网公司等七家特大型电力企业集团组成的校理事会共同建设的国家“211工程”重点建设高校，国家“双一流”世界一流学科建设高校。学校创建于1958年，原名北京电力学院，其后随迁址的变更而屡易其名。1978年，经国务院批准为全国重点大学。1995年5月，经原国家教委批准，华北电力学院和北京动力经济学院合并为华北电力大学。学校校本部原设在保定。2005年学校本部变更为北京，分设保定校区，两地实行一体化管理。

## 概况
目前，学校有2个国家级重点学科、16个省部级重点学科、2个教育部重点实验室、6个省部级重点实验室，1个国家火力发电工程技术研究中心，1个生物质发电成套设备国家工程实验室，1个新能源电力系统国家重点实验室，2个国家级实验教学示范中心、1个教育部电力节能工程研究中心和1个北京市能源发展研究基地（文科）；设有4个博士后科研流动站、27个博士点专业（其中，电气工程、动力工程及工程热物理、管理科学与工程等5个具有一级学科博士学位授予权）、120个硕士点专业、61个本科专业、5个二学士学位专业，有MBA和工程硕士专业学位授予权；学校现占地1609亩，建筑总面积100万平方米，总资产27亿多元，其中教学科研仪器设备达近3亿元，图书馆藏书150万册。

## 历史

### 奠基时期（1950年-1958年）
- 1950年9月，电力职工学校成立于北京西城区大盆胡同，隶属中央燃料工业部电业管理总局管理。
- 1951年9月，电力职工学校迁往天津，成为天津工业学校之“一部”。
- 1952年6月，电业职工学校在北京西直门外广通寺旁建立新校区，9月，电业职工学校由天津回迁新校区并更名为北京电气工业学校，隶属中央燃料工业部电业管理总局管理。
- 1953年5月，北京电气工业学校更名为北京电力工业学校，隶属中央燃料工业部电业管理总局管理。

### 北京电力学院时期（1958年－1970年）
- 1958年11月27日，根据水利电力部指示根据国家水利电力事业发展需要，决定以北京电力学校为基础，创办北京电力学院。
- 1961年11月2日，院行政干部会议讨论决定：从1962年起，将11月1日定为校庆日。
- 1962年7月26日，学院举行首届毕业典礼，应届毕业生109人。
- 1961年至1962年，哈尔滨工业大学先后有发电、高压、电自三个专业的10名研究生转入学院。
- 1964年12月23日，学院电厂化学系和高压专业全体师生385人，调整到武汉水利电力学院。
- 1969年10月，学院搬迁到河北省邯郸地区。

### 河北电力学院时期（1970年－1978年）

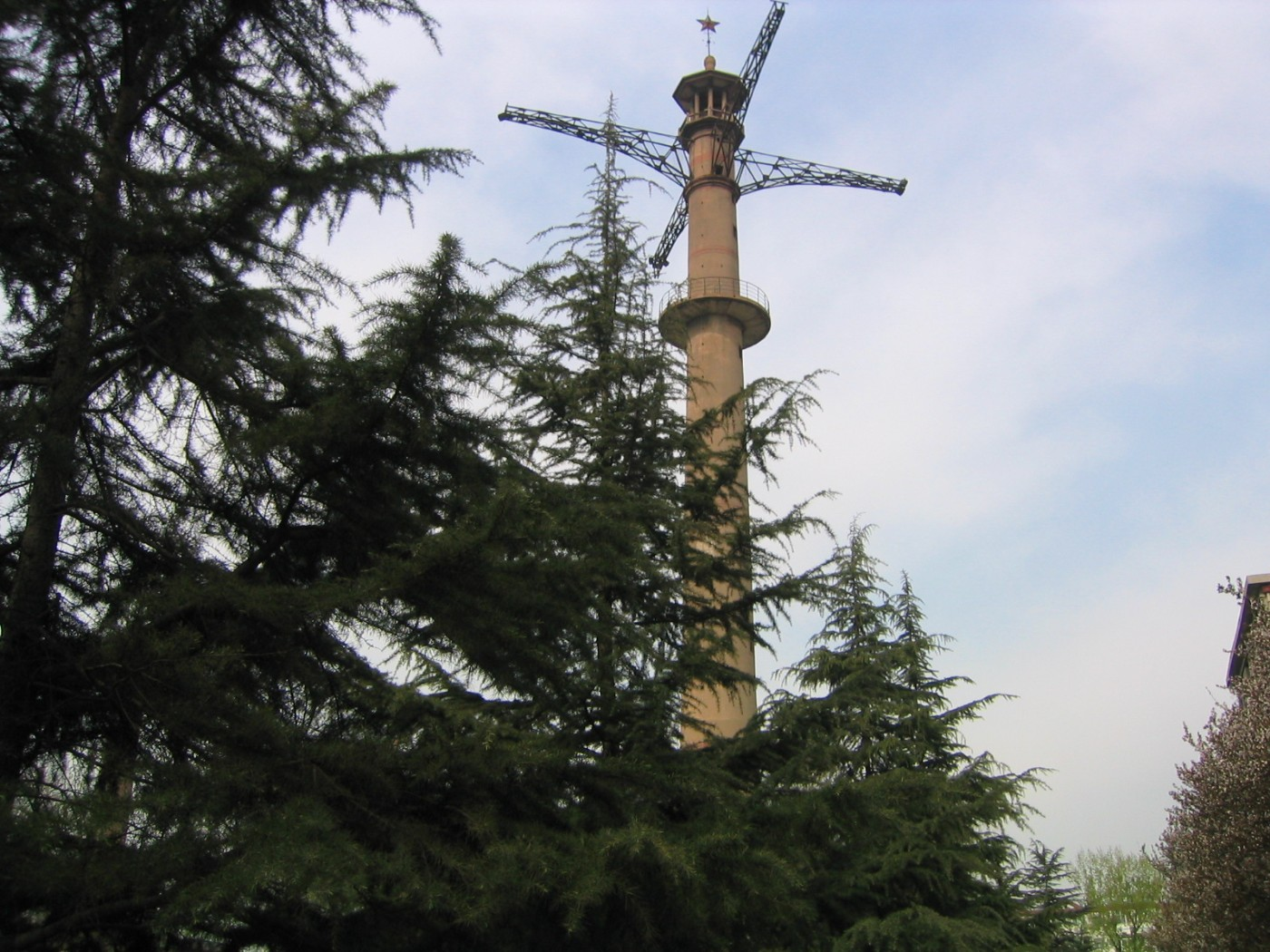
保定跳伞塔

- 1970年10月，学院由邯郸迁往保定，改名为“河北电力学院”。
- 1978年2月，学院被国务院确定为全国重点院校。

### 华北电力学院时期（1978年－1995年）
- 1978年9月28日，河北电力学院更名为“华北电力学院”。并在北京市清河原校址建立华北电力学院北京研究生部。
- 1985年10月，北京水利电力管理干部学院在北京研究生部成立。

### 北京动力经济学院时期（1983年－1995年）
- 1983年12月27日，教育部正式批准成立北京水利电力经济管理学院。
- 1992年 北京水利电力经济管理学院更名为北京动力经济学院。

### 华北电力大学时期
- 1995年9月，华北电力学院与北京动力经济学院合并成立华北电力大学。校部设在保定，并分设北京部分。
- 1997年4月9日，北京校区新图书馆落成。
- 2000年4月25日，北京校区成立后勤服务集团。
- 2002年3月22日，学校成立国际教育学院，刘吉臻校长兼任院长。
- 2003年6月30日下午，华北电力大学董事会成立。
- 2003年 学校筹建10个学院：电气工程学院、能源与动力工程学院、控制科学与工程学院、计算机学院、电子信息工程学院、数理学院、人文社会科学学院、外国语学院、环境与化学工程学院、机械工程学院。
- 2005年，正式列入“十五”“211工程”高等学校行列。
- 2005年，学校校部由保定迁至北京。
- 2007年，学校以“优秀”成绩通过了教育部本科教学工作水平评估。
- 2010年9月，学校成为教育部首批“卓越工程师教育培养计划”实施高校。
- 2011年9月，教育部批准华北电力大学等2所高校试办研究生院，9月22日，华北电力大学研究生院正式成立。
- 2015年6月，《华北电力大学章程》正式公布实施。
- 2017年5月，学校与张家口市、国网节能公司共建张家口可再生能源发展与技术研究院。9月 ，入选国家“双一流”世界一流学科建设高校名单。
- 2021年1月25日，经中华人民共和国教育部批准，原由华北电力大学管理的独立学院华北电力大学科技学院脱离该校管理，与高职学校邢台职业技术学院两院合并转设，重新组建为公办本科层次职业学校河北科技工程职业技术大学，由河北省人民政府领导管理[2]。

## 国家重点学科
- 电力系统及其自动化
- 热能工程

## 校园文化

### 校训
团结 勤奋 求实 创新

### 校徽释义
校徽采用蓝色和红色为基调色。蓝色体现了华电珍视环境，关注生态，实现可持续、科学和谐的发展理念；红色象征着华电人激情勃发，迎着朝阳跨越前进的豪情与壮志二两种色彩交织在一起，构成了华电人追求科学、和谐，实现又好又快发展的美好愿景。
校标中心红色变形的“E”字是Electric Power（电力）的第一个字母，体现了学校以传统优势学科为基础，以新兴能源学科为重点，以文理学科为支撑的“大电力”学科体系的办学特色。白色的“U”字端庄稳重，是University（大学）的缩写，喻示着这所教育部直属的“211工程”重点建设大学，正朝着多科性、研究型、国际化高水平大学的奋斗日标努力奋进。下方的“1958”代表学校建于1958年。

## 院系设置
学校共设14个院部：

| - 电气与电子工程学院 - 电力工程系 - 电子与通信工程系 - 能源动力与机械工程学院 - 动力工程系 - 机械工程系 | - 控制与计算机工程学院 - 数理学院 - 人文与社会科学学院 - 外国语学院 - 经济与管理学院（MBA教育中心） - 环境科学与工程学院 | - 体育教学部 - 科技学院 - 可再生能源学院 - 水利水电工程系 - 核科学与工程学院 - 核能科学与工程系 |

- 国际教育学院

## 机构设置
华北电力大学下设4类机构，分别是：管理机构、研究机构、教辅单位、附属单位。

### 管理机构
学校管理机构下属25个部门

| - 党委办公室（校长办公室） - 党委组织部（统战部、党校） - 党委宣传部（新闻中心） - 纪委办公室 - 监察处 - 审计处 - 党委学生工作部（武装部、学生处） - 党委保卫部（保卫部） - 工会 | - 团委（艺术教育中心） - 教育基金会 - 人事处 - 离退休工作办公室 - 计划财务处 - 教务处 - 国际合作处（国际教育学院） - 研究生院 - 学科建设办公室 - 科学技术处 | - 基建处 - 后勤与资产管理处 - 产业管理处 - 成人教育学院 - 培训学院 - 期刊出版部 - 高等教育研究所 |

### 科研机构
学校科研机构下设四个部门：
- 新能源电力系统国家重点实验室
- 生物质发电成套设备国家工程实验室
- 国家火力发电工程技术研究中心
- 能源与环境研究中心

#### 能源与环境研究中心
能源与环境研究中心下设一个部门：
- 现代电力研究院

### 教辅单位
华北电力大学的教辅单位有以下几个部门：
- 图书馆
- 网络与信息中心
- 工程训练中心

### 附属单位
- 后勤集团
- 校医院

## 历任领导

### 校长
| 任次 | 姓名   | 到任日     | 退任日     | 備註 |
| ---- | ------ | ---------- | ---------- | ---- |
| 1    | 方琛   | 1959年2月  | 1960年7月  |      |
| 2    | 杨继先 | 1961年7月  | 1972年9月  | 代理 |
| 3    | 安乐群 | 1973年11月 | 1979年11月 |      |
| 4    | 刘屹夫 | 1979年11月 | 1983年12月 |      |
| 5    | 王加璇 | 1983年12月 | 1990年9月  |      |
| 6    | 陈彭   | 1990年9月  | 1993年10月 |      |
| 7    | 陈志业 | 1993年10月 | 1995年8月  |      |
| 8    | 徐大平 | 1995年9月  | 2001年9月  |      |
| 9    | 刘吉臻 | 2001年10月 | 2016年10月 |      |
| 10   | 杨勇平 | 2016年10月 | 2025年1月  |      |
| 11   | 毕天姝 | 2025年1月  | 至今       |      |

### 党委书记
| 任次 | 姓名   | 到任日     | 退任日     | 備註 |
| ---- | ------ | ---------- | ---------- | ---- |
| 1    | 方琛   | 1959年2月  | 1960年7月  |      |
| 2    | 杨继先 | 1961年7月  | 1972年9月  |      |
| 3    | 安乐群 | 1973年11月 | 1979年11月 |      |
| 4    | 刘屹夫 | 1979年11月 | 1983年12月 |      |
| 5    | 孟昭朋 | 1983年12月 | 1988年12月 |      |
| 6    | 苑国欣 | 1989年1月  | 1995年8月  |      |
| 7    | 周坚   | 2016年10月 | 2025年1月  |      |
| 8    | 汪庆华 | 2025年1月  | 至今       |      |

## 校内组织
| - 学生会 - 社团联合会 - 自管会 - 自育会 - 自律会 - 自务会 - 广播台 | - 华电青年报 - 华电小报 - 电院创新创业俱乐部 - 心理学社 - Dreamtech工作组 - 网络管理协会 - 大学生管理协会 - 青年志愿者协会 - 逐影双截棍协会 - 武术协会 - 轮滑协会 - 云扬合唱团 | - 摄影协会 - 自行车协会 - 羽毛球协会 - 保龄球协会 - 极·坐标 - 华电国防社 |

## 著名校友
部分毕业于华北电力大学的著名人物（有待于一一证实，请加注释）

### 企业界
| 姓名   | 职务                                                           |                                                                |
| ------ | -------------------------------------------------------------- | -------------------------------------------------------------- |
| 舒印彪 | 国家电网公司总经理                                             | 国家电网公司总经理                                             |
| 曹志安 | 国家电网公司副总经理                                           | 国家电网公司副总经理                                           |
| 王良友 | 南方电网公司副总经理                                           | 南方电网公司副总经理                                           |
| 辛保安 | 中国华电集团副总经理                                           | 中国华电集团副总经理                                           |
| 王日文 | 中国华电集团公司总经理助理                                     | 中国华电集团公司总经理助理                                     |
| 袁德   | 中国电力投资集团公司总工程师                                   | 中国电力投资集团公司总工程师                                   |
| 刘文成 | 中国华能集团公司总经理助理、华能国际电力开发公司常务副总经理   | 中国华能集团公司总经理助理、华能国际电力开发公司常务副总经理   |
| 张丽英 | 华中电网有限公司董事长                                         | 华中电网有限公司董事长                                         |
| 卢健   | 东北电网有限公司总经理                                         | 东北电网有限公司总经理                                         |
| 张成杰 | 中国国电集团公司人力资源部主任                                 | 中国国电集团公司人力资源部主任                                 |
| 孙正运 | 国家电网公司华北电网有限公司副总经理                           | 国家电网公司华北电网有限公司副总经理                           |
| 赵义亮 | 上海市电力公司党委书记                                         | 上海市电力公司党委书记                                         |
| 赵凤山 | 内蒙古电力集团公司总经理                                       | 内蒙古电力集团公司总经理                                       |
| 岳曦   | 武警水电二总队总队长                                           | 武警水电二总队总队长                                           |
| 王颖杰 | 国家电网公司政工部主任                                         | 国家电网公司政工部主任                                         |
| 陈栋才 | 中国电力技术进出口公司总经理                                   | 中国电力技术进出口公司总经理                                   |
| 李文毅 | 国家电网公司建设有限公司总经理                                 | 国家电网公司建设有限公司总经理                                 |
| 张毅   | 北京大唐国际发电公司总经理                                     | 北京大唐国际发电公司总经理                                     |
| 崔继纯 | 国家电网公司新源控股公司总经理                                 | 国家电网公司新源控股公司总经理                                 |
| 林刚   | 华能集团公司东北分公司总经理                                   | 华能集团公司东北分公司总经理                                   |
| 刘国跃 | 华能国际股份公司副总经理                                       | 华能国际股份公司副总经理                                       |
| 赵庆波 | 国网公司发展策划部主任                                         | 国网公司发展策划部主任                                         |
| 张运洲 | 国网北京经济技术研究院院长                                     | 国网北京经济技术研究院院长                                     |
| 王万春 | 中国大唐集团公司思想政治工作部主任                             | 中国大唐集团公司思想政治工作部主任                             |
| 曹景山 | 中国大唐集团公司总经理工作部主任                               | 中国大唐集团公司总经理工作部主任                               |
| 张志厚 | 国家电网电通中心党委书记                                       | 国家电网电通中心党委书记                                       |
| 刘永奇 | 华北电网公司总工程师                                           | 华北电网公司总工程师                                           |
| 吴建宏 | 海南电网公司副总经理                                           | 海南电网公司副总经理                                           |
| 陈钢   | 海南电网公司副总经理                                           | 海南电网公司副总经理                                           |
| 徐达明 | 广东电网公司副总经理                                           | 广东电网公司副总经理                                           |
| 晁剑   | 贵州省电力公司副总经理                                         | 贵州省电力公司副总经理                                         |
| 孙渝江 | 重庆市电力公司副总经理                                         | 重庆市电力公司副总经理                                         |
| 李明   | 吉林省电力有限公司副总经理                                     | 吉林省电力有限公司副总经理                                     |
| 魏庆海 | 辽宁省电力有限公司副总经理                                     | 辽宁省电力有限公司副总经理                                     |
| 孔庆军 | 山东电力集团公司副总经理                                       | 山东电力集团公司副总经理                                       |
| 孙昕   | 国家电网公司特高压建设部主任                                   | 国家电网公司特高压建设部主任                                   |
| 丁扬   | 国家电网公司特高压建设部副主任                                 | 国家电网公司特高压建设部副主任                                 |
| 张广宇 | 中国国电集团公司华北分公司党组书记、副总经理                   | 中国国电集团公司华北分公司党组书记、副总经理                   |
| 刘焱   | 中国国电集团公司财务有限公司党组书记，副总经理                 | 中国国电集团公司财务有限公司党组书记，副总经理                 |
| 冯树臣 | 国电电力发展股份有限公司总经理                                 | 国电电力发展股份有限公司总经理                                 |
| 方国元 | 国家电网公司人力资源部副主任                                   | 国家电网公司人力资源部副主任                                   |
| 魏善淇 | 南网超高压公司副总经理                                         | 南网超高压公司副总经理                                         |
| 石生光 | 南方电网国际有限公司总经理                                     | 南方电网国际有限公司总经理                                     |
| 郭钛星 | 山西省地方电力公司副总经理                                     | 山西省地方电力公司副总经理                                     |
| 贾伟   | 东北电网有限公司副总工程师                                     | 东北电网有限公司副总工程师                                     |
| 谢进   | 华能集团技术经济研究院院长                                     | 华能集团技术经济研究院院长                                     |
| 温绪廷 | 中国国电集团公司新闻信息中心主任                               | 中国国电集团公司新闻信息中心主任                               |
| 王继业 | 国家电网公司信息中心副主任                                     | 国家电网公司信息中心副主任                                     |
| 魏建国 | 国家电网公司中能电力工业燃料公司总经理                         | 国家电网公司中能电力工业燃料公司总经理                         |
| 陈秋安 | 国家电网公司运行公司副总经理                                   | 国家电网公司运行公司副总经理                                   |
| 陈栋才 | 中国电力进出口总公司总经理                                     | 中国电力进出口总公司总经理                                     |
| 毛迅   | 北京国华电力公司副总经理                                       | 北京国华电力公司副总经理                                       |
| 陈景东 | 国电电力发展股份有限公司副总经理                               | 国电电力发展股份有限公司副总经理                               |
| 武俊   | 国电电力发展股份有限公司副总经理                               | 国电电力发展股份有限公司副总经理                               |
| 沙亦强 | 中国电力企业管理杂志社社长兼主编                               | 中国电力企业管理杂志社社长兼主编                               |
| 叶伟芳 | 中国国电龙源环保公司总经理                                     | 中国国电龙源环保公司总经理                                     |
| 阮大伟 | 中国大唐集团公司生产部副主任                                   | 中国大唐集团公司生产部副主任                                   |
| 曹焰   | 中电投市场营销部副经理                                         | 中电投市场营销部副经理                                         |
| 解松凌 | 大唐集团公司总经部副主任                                       | 大唐集团公司总经部副主任                                       |
| 殷力   | 中国大唐集团公司发展部副主任                                   | 中国大唐集团公司发展部副主任                                   |
| 杜大明 | 中国华能集团公司办公厅副主任                                   | 中国华能集团公司办公厅副主任                                   |
| 秦建明 | 中国大唐集团公司工程管理部副主任                               | 中国大唐集团公司工程管理部副主任                               |
| 张文建 | 中国国电集团场营销部副主任                                     | 中国国电集团场营销部副主任                                     |
| 靳东来 | 中电投集团公司江西分公司副总经理                               | 中电投集团公司江西分公司副总经理                               |
| 王树东 | 中电霍煤董事长                                                 | 中电霍煤董事长                                                 |
| 邱凌   | 北京大唐国际发电公司总经济师                                   | 北京大唐国际发电公司总经济师                                   |
| 王绪昭 | 四方集团公司总经理                                             | 四方集团公司总经理                                             |
| 雷晓蒙 | 中国长江电力股份公司总工程师                                   | 中国长江电力股份公司总工程师                                   |
| 马秀国 | 中电投电能成套设备公司副总经理                                 | 中电投电能成套设备公司副总经理                                 |
| 刘江   | 中电投电能成套设备公司副总经理                                 | 中电投电能成套设备公司副总经理                                 |
| 任民   | 中电投电能成套设备公司总工程师                                 | 中电投电能成套设备公司总工程师                                 |
| 佟义英 | 北京大唐国际发电公司总工程师                                   | 北京大唐国际发电公司总工程师                                   |
| 谢春旺 | 中国华电工程总公司副总经理                                     | 中国华电工程总公司副总经理                                     |
| 宋畅   | 北京国华发电有限公司总工程师                                   | 北京国华发电有限公司总工程师                                   |
| 张庆君 | 中国航天科技集团公司载人飞船系统副总设计师                     | 中国航天科技集团公司载人飞船系统副总设计师                     |
| 方彬   | 中国电力报社副总编辑                                           | 中国电力报社副总编辑                                           |
| 方庆海 | 中国大唐集团公司计划与投融资部主任                             | 中国大唐集团公司计划与投融资部主任                             |
| 郑福生 | 国家电网信通中心副主任                                         | 国家电网信通中心副主任                                         |
| 武俊   | 国电电力发展股份有限公司副总经理                               | 国电电力发展股份有限公司副总经理                               |
| 谭永香 | 江西省电力公司总工程师                                         | 江西省电力公司总工程师                                         |
| 张谦   | 浙江省能源集团有限公司总经理助理、浙江省电力建设有限公司总经理 | 浙江省能源集团有限公司总经理助理、浙江省电力建设有限公司总经理 |
| 沈国荣 | 南瑞继保电气公司总经理，国家工程院院士                         | 南瑞继保电气公司总经理，国家工程院院士                         |
| 许金明 | 东北电力设计院党委书记                                         | 东北电力设计院党委书记                                         |

### 政治界
| 姓名   | 职务                               |                                    |
| ------ | ---------------------------------- | ---------------------------------- |
| 李小鹏 | 国家交通运输部部长                 | 国家交通运输部部长                 |
| 史玉波 | 国家电力监管委员会副主席           | 国家电力监管委员会副主席           |
| 杨昆   | 国家电力监管委员会安全监管局局长   | 国家电力监管委员会安全监管局局长   |
| 蒋晓华 | 国家电力监管委员会华北监管局局长   | 国家电力监管委员会华北监管局局长   |
| 覃章高 | 中国民航总局司长                   | 中国民航总局司长                   |
| 蒋锦峰 | 国家电力监管委员会安全监管局副局长 | 国家电力监管委员会安全监管局副局长 |
| 徐玉华 | 中电联技能鉴定与教育培训中心主任   | 中电联技能鉴定与教育培训中心主任   |
| 刘晓田 | 水利部水电局总工程师               | 水利部水电局总工程师               |

### 中立组织
| 姓名   | 职务                             |                                  |
| ------ | -------------------------------- | -------------------------------- |
| 王永干 | 中国电力企业联合会秘书长         | 中国电力企业联合会秘书长         |
| 范继祥 | 中国电力企业联合会副秘书长       | 中国电力企业联合会副秘书长       |
| 薛静   | 中国电力企业联合会统计信息部主任 | 中国电力企业联合会统计信息部主任 |
| 徐松林 | 中国电力企业联合会标准化中心主任 | 中国电力企业联合会标准化中心主任 |
| 李斌   | 中国电力企业联合会国际合作部主任 | 中国电力企业联合会国际合作部主任 |
| 马纯良 | 中国计量出版社社长               | 中国计量出版社社长               |
| 刘广峰 | 中国电力出版社副社长兼总编辑     | 中国电力出版社副社长兼总编辑     |

### 文教界
| 姓名   | 职务                                                         |                                                              |
| ------ | ------------------------------------------------------------ | ------------------------------------------------------------ |
| 刘吉臻 | 武汉水利电力大学校长，华北电力大学校长                       | 武汉水利电力大学校长，华北电力大学校长                       |
| 张金辉 | 华北电力大学党委副书记                                       | 华北电力大学党委副书记                                       |
| 魏兆龙 | 郑州电力高等专科学校校长                                     | 郑州电力高等专科学校校长                                     |
| 安连锁 | 华北电力大学副校长                                           | 华北电力大学副校长                                           |
| 李和明 | 华北电力大学副校长                                           | 华北电力大学副校长                                           |
| 雷应奇 | 华北电力大学副校长                                           | 华北电力大学副校长                                           |
| 王增平 | 华北电力大学副校长                                           | 华北电力大学副校长                                           |
| 李双辰 | 华北电力大学党委副书记、纪委书记                             | 华北电力大学党委副书记、纪委书记                             |
| 姚雪松 | 中央电视台经济频道主持人                                     | 中央电视台经济频道主持人                                     |
| 仇必鳌 | 中国书法家协会会员、河北省高校书法教育研究会副理事长兼秘书长 | 中国书法家协会会员、河北省高校书法教育研究会副理事长兼秘书长 |

### 引用
1. ↑  .   [2011-03-07]. （原始内容存档于2011-02-17）.
2. ↑  教育部发展规划司. . 中华人民共和国教育部政府门户网站 (北京).   [2021-02-03]. （原始内容存档于2021-02-24） （中文（简体））.
3. ↑  .   [2008-09-06]. （原始内容存档于2008-09-16）.